# Der Aufbruch zu den Sternen
Der Aufbruch zu den Sternen (Originaltitel: The Robots of Dawn, Titel der ersten dt. Übersetzung: Aurora oder Der Aufbruch zu den Sternen) ist ein Science-Fiction-Roman des amerikanischen Autors Isaac Asimov aus dem Jahr 1983. Die deutsche Erstausgabe erschien 1984. Es ist der dritte Roman um den Polizisten Elijah Baley und den humanoiden Roboter R. Daneel Oliwaw. Wie bei den beiden Vorgängern verwendet Asimov auch hier das Whodunit-Konzept. Der Roman wurde für den Hugo und den Locus Award nominiert.

## Handlung
In Asimovs Zukunftsvision ist die Menschheit gespalten in die überbevölkerte Erde und die auf 50 dünn besiedelten Planeten lebenden Spacer. Auf der Erde gibt es Bestrebungen, weitere Welten zu besiedeln, dies wäre aber nur mit technischer Hilfe der Spacer möglich. Auf Aurora, der dominierenden Spacerwelt, unterstützt der einflussreiche Robotiker Han Fastolfe diese Bestrebungen, weil er glaubt, dass die langlebigen und von Robotern umsorgten Spacer nicht in der Lage sind, andere Planeten zu kolonisieren. Sein Gegner ist Kelden Amadiro, der eine weitere Expansion allein von Aurora aus mit Hilfe der Roboter und ohne die Erdbewohner plant.
Vor diesem Hintergrund wird der New Yorker Polizist Elijah Baley nach Aurora gerufen. Er wird von den Robotern Giskard Reventlov und Daneel Olivaw, den er von früher kennt (siehe Die Stahlhöhlen), nach Aurora gebracht. Dort sind Verbrechen extrem selten und Baley soll das mysteriöse Durchbrennen des positronischen Gehirns des humanoiden Roboters Jander Panell, neben Daneel der einzig existierende humanoide Roboter, untersuchen.
Die Wahrscheinlichkeit, dass dies zufällig geschehen ist, ist nahezu Null. Doch der einzige, der das Durchbrennen absichtlich hätte herbeiführen können, ist ausgerechnet sein Erbauer und der Unterstützer der Erde, Han Fastolfe. Außer ihm kennt kein Mensch die Funktionsweise des humanoiden Robotergehirns. Baley findet, immer begleitet von Daneel und Giskard, heraus, dass Gladia Solaria, die er ebenfalls von früher kennt, den Roboter Jander als ihren Ehemann betrachtet hat.
Weiter, dass Kelden Amadiro dabei war, hinter das Geheimnis des humanoiden Robotergehirns zu kommen. Er kann den Vorsitzenden überzeugen, dass Amadiros intensive Befragung des Roboters die Wahrscheinlichkeit für das Durchbrennen deutlich erhöht hat, und die Anklage gegen Fastolfe wird fallengelassen.
Vor seiner Rückkehr zur Erde konfrontiert Baley den nonhumanoiden Roboter Giskard mit seiner Erkenntnis, dass dieser telepathische Fähigkeiten hat und Jander „getötet“ hat. Er war bei der Konstruktion der humanoiden Roboter dabei und kannte sie so gut wie Fastolfe selbst. Er wollte verhindern, dass Amadiro in der Lage gewesen wäre, humanoide Roboter zu bauen und mit diesen das All zu kolonisieren. Dies soll nach Fastolfes Plan von der Erde aus geschehen.

## Einordnung in Asimovs Werk
In den 1950er Jahren schrieb Isaac Asimov bereits zwei Romane um Elijah Baley und den Roboter Daneel Olivaw (Die Stahlhöhlen und Die nackte Sonne), in denen die drei Robotergesetze thematisiert werden. Ebenfalls aus dieser Zeit stammt die klassische Foundation-Trilogie, die den Niedergang eines galaxieumspannenden Imperiums und die fiktive Wissenschaft Psychohistorik behandelt. Die Romane Der Aufbruch zu den Sternen (1983) und Das galaktische Imperium (1985) verbinden die alten Roboterromane mit den Foundationromanen. Han Fastolfe hat die Vision einer Wissenschaft, die analog zu den Robotergesetzen, die das Verhalten der Roboter bestimmen, das Verhalten der Menschheit bestimmt oder zumindest vorhersagbar macht, der Psychohistorik. Das Nullte Robotergesetz, in dem das Wohl der Menschheit über dem des einzelnen Menschen steht, wird formuliert und die Ausbreitung der Menschheit, die zum Imperium von Trantor führen wird, beginnt.

## Rezension
„Denn wenn auch zwischen dem Mord auf Solaria und dem Robotizid auf Aurora nur zwei Jahre liegen, so lagen zwischen dem Erscheinen von "The Naked Sun" und dem von "The Robots of Dawn" drei Jahrzehnte. Zwischen 1957 und 1983 war die Welt eine andere geworden, die Science-Fiction war eine andere geworden, und nicht zuletzt Isaac Asimov war ein anderer geworden. […] Der Roman schließt sich nicht nahtlos an seine Vorgänger an, doch er setzt sie im besten Sinne fort. Der Roman spiegelt die Änderung der Welt in drei Jahrzehnten wieder [sic], aber man kann ihn natürlich – wie alles von Asimov – auch ohne alle Hintergründe einfach nur als spannende Geschichte lesen: Man kommt auf jeden Fall auf seine Kosten.“

## Veröffentlichungen
- The Robots of Dawn Doubleday, 1983, ISBN 0-385-18400-X (Erstausgabe)
- Aurora oder Der Aufbruch zu den Sternen, Heyne, 1984, ISBN 978-3-453-02159-4 (dt. Erstausgabe)
- Der Aufbruch zu den Sternen, Heyne, 2005, ISBN 3-453-52100-5 (dt. Neuveröffentlichung)